# Lawrence H. Harris
Lawrence H. Harris, ou Larry Harris est un auteur de jeux, connu pour avoir créé le jeu de société Axis and Allies, ainsi que ses suites. Il a également aidé à la conception de Risk et Trivial Pursuit.